# Colymbothetidae
Colymbothetidae là một họ bọ cánh cứng đã tuyệt chủng trong phân bộ Adephaga.

## Phân loại
- Colymbothetis Ponomarenko, 1993
- Mormolucoides Hitchcock, 1858